# 取消編程
取消編程（英語：Deprogramming）指的是聲稱可以幫助擁有「具爭議性」的信仰系統的人改變信仰並放棄對與該信仰系統相關的宗教、政治、經濟或社會團體的忠誠的措施；然而這種措施因為涉及人權侵犯之故而引發許多爭議。發明取消編程這做法的反邪教人士泰德·派屈克（Ted Patrick）本人曾多次因取消編程而受指控並入獄。
解編程的定義是「釋放」或「重新訓練」某人脫離特定信念。然而，解編程員常涉及有爭議的方法，取消編程的實踐經常涉及綁架、非法拘禁和脅迫等刑事犯罪行為，這有時導致對解編程員的刑事定罪。一些針對個人的取消編程是為違背個人意願而設計的，這導致了關於宗教自由、綁架、公民權利以及有時涉及的暴力的爭議。
在1991年，美國邪教專家瑞克·阿蘭·羅斯因為和兩名助手一起對一個名叫傑森·史考特（Jason Scott）的國際聯合五旬節會成員強制實行取消編程之故，而面臨訴訟，盡管陪審團最後決定無罪釋放瑞克·阿蘭·羅斯，但這訴訟導致了875,000美元的損害賠償，而邪教認知網絡必須支付1,000,000美元的懲罰性賠償，瑞克·阿蘭·羅斯個人更必須支付2,500,000美元的懲罰性賠償，而兩名助手也各需支付250,000美元的懲罰性賠償。這判決使得邪教認知網絡破產，而這判決標誌著北美洲新興宗教運動及基督教反邪教運動（Christian countercult movement）的分水嶺。對於此案件，宗教學者约翰·高登·梅尔敦曾下過諸如「這案件使得這國家（指美國）的取消編程活動宣告終止」和「這判決的結果……使得取消編程活動得以繼續的交通線被切斷」等的評語。詳情可見傑森·史考特案一文的說明。